# Ane Etxezarreta
Ane Etxezarreta Ayerbe (Beasáin, Guipúzcoa, 24 de agosto de 1995) es una futbolista española que juega como centrocampista en Real Sociedad de Fútbol en la Primera División Femenina de España.

## Trayectoria

### Inicios
Formada en la cantera del Beasáin KE donde jugó en las categorías de cadete y territorial de Guipúzcoa, dio el salto a la segunda división de la mano del Oiartzun KE en 2013. Tras dos temporadas en el primer equipo del Oiartzun, fichó por la Real Sociedad.

### Real Sociedad
En 2015, fichó por la Real Sociedad para reforzar el centro del campo, aunque también ha jugado en la defensa central. Destaca por su golpeo de balón de cabeza. En 2017, la Real amplió su contrato.
En 2019, en la semifinal de la Copa de la Reina contra el Sevilla FC, en el estadio de Anoeta, y frente a más de 18.000 hinchas, Etxezarreta marcó el tercer gol de su equipo, que sentenciaba la eliminatoria a favor del equipo Txuri-Urdin y el pase a la final.

## Clubes
| Club          | País   | Año        |
| ------------- | ------ | ---------- |
| SD Beasáin    | España | 2010- 2013 |
| Oiartzun KE   | España | 2013- 2015 |
| Real Sociedad | España | 2015- Act. |

## Palmarés
| Título           | Club          | País   | Año       |
| ---------------- | ------------- | ------ | --------- |
| Copa de la Reina | Real Sociedad | España | 2018-2019 |